# Албрехт III Шенк фон Лимпург
Албрехт III (VII) Шенк фон Лимпург-Гайлдорф (на немски: Albrecht III (VII) Schenk von Limpurg-Gaildorf; * 2 май или 2 октомври 1568; † 6 септември или 6 ноември 1619) е наследствен имперски шенк на Лимпург, господар на Гайлдорф в Баден-Вюртемберг.

## Произход
Той е син на имперски шенк Кристоф III Шенк фон Лимпург-Гайлдорф (1531 – 1574) и втората му съпруга Ева фон Лимпург-Шпекфелд (1544 – 1587), дъщеря на имперски шенк Карл I Шенк фон Лимпург-Шпекфелд (1498 – 1558) и Аделхайд фон Кирбург († 1580). Брат е на Карл II фон Лимпург-Гайлдорф (1569 – 1631), имперски шенк на Лимпург в Гайлдорф-Шмиделфелд, и Лудвиг Георг фон Лимпург-Гайлдорф (1571 – 1592).

## Фамилия
Албрехт III Шенк фон Лимпург-Гайлдорф се жени на 31 март 1595 г. за фрайин Емилия фон Рогендорф († 3 март 1650), дъщеря на фрайхер Йохан Вилхелм фон Рогендорф (1531 – 1590) и втората му съпруга графиня Анна фон Вид (ок. 1555 – 1590). Те имат 13 деца:
- Йохан Кристоф фон Лимпург-Гайлдорф (* 28 юли 1596; † 13 януари 1618, Венеция)
- Йоахим Готфрид Шенк фон Лимпург (* 29 юни 1597; † 19 март 1651), женен на 16 ноември 1623 г. за графиня Барбара Доротя фон Йотинген-Харбург (* 10 март 1605; † 1657)
- Вилхелм фон Лимпург-Гайлдорф (1598 – 159?)
- Хайнрих Албрехт фон Лимпург-Гайлдорф (* май 1599; † 9 декември 1624, Бреда)
- Кристиан Лудвиг фон Лимпург-Гайлдорф (* 14 септември 1600; † 19 май 1650), женен на 10 декември 1639 г. за Сузана фон Полхайм († 1646)
- Барбара Елизабет фон Лимпург-Гайлдорф (1601; † юли 1657)
- Карл фон Лимпург-Гайлдорф (1602 – 1603)
- Фридрих Вилхелм фон Лимпург-Гайлдорф (1603 – 160?)
- Карл фон Лимпург-Гайлдорф (1604 – 160?)
- Юлиана фон Лимпург-Гайлдорф (1606 – 160?)
- Фридрих фон Лимпург-Гайлдорф (* 9 октомври 1605; † 30 май 1629, Оберзулцбург)
- Йохан Вилхелм Шенк фон Лимпург (* 13 декември 1607, Гайлдорф; † 7 ноември 1655, Шмиделфелд), граф, женен на 14 ноември 1647 г. във Валденбург за Мария Юлиана фон Хоенлое-Лангенбург (* 6 юни 1623; † 14 януари 1695)
- Анна Доротеа фон Лимпург-Гайлдорф (* 1612; † 23 юни 1634, Фюрстенау), графиня, омъжена на 23 февруари 1634 г. за граф Георг Албрехт I фон Ербах (* 16 декември 1597; † 25 ноември 1647)